# Holcoderus
Holcoderus is een geslacht van kevers uit de familie van de loopkevers (Carabidae). De wetenschappelijke naam van het geslacht is voor het eerst geldig gepubliceerd in 1869 door Chaudoir.

## Soorten
Het geslacht Holcoderus omvat de volgende soorten:
- Holcoderus aeripennis Andrewes, 1931
- Holcoderus alacer Andrewes, 1937
- Holcoderus brunnescens (Jedlicka, 1935)
- Holcoderus caeruleipennis Sloane, 1910
- Holcoderus carinatus Andrewes, 1933
- Holcoderus chrysomeloides Andrewes, 1930
- Holcoderus decolor Darlington, 1970
- Holcoderus dentatus Louwerens, 1949
- Holcoderus elegans Louwerens, 1958
- Holcoderus elongatus (Saunders, 1863)
- Holcoderus fissus Andrewes, 1933
- Holcoderus formosanus Jedlicka, 1940
- Holcoderus gloriosus Andrewes, 1931
- Holcoderus gracilis (Oberthur, 1883)
- Holcoderus marginalis Louwerens, 1949
- Holcoderus niger Andrewes, 1937
- Holcoderus obscurus Habu, 1979
- Holcoderus ophthalmicus Louwerens, 1953
- Holcoderus overbecki Emden, 1937
- Holcoderus praemorsus Chaudoir, 1869
- Holcoderus puncticeps Andrewes, 1930
- Holcoderus quadrifoveatus Louwerens, 1951
- Holcoderus quadripunctatus Louwerens, 1956
- Holcoderus smaragdinus Andrewes, 1926
- Holcoderus superbus Andrewes, 1933
- Holcoderus trichias Andrewes, 1930